# Harposporium trigonosporum
Harposporium trigonosporum är en svampart som beskrevs av G.L. Barron & Szijarto 1991. Harposporium trigonosporum ingår i släktet Harposporium och familjen Clavicipitaceae.   Inga underarter finns listade i Catalogue of Life.